# No se ve (canción)
«No se ve» (estilizado como «No_se_ve.mp3») es una canción de la cantante argentina Emilia y la cantante brasileña Ludmilla. Lo escribieron en colaboración con Duki y su productor Francisco Zecca. La canción fue lanzada el 3 de mayo de 2023 a través de Sony Latin como el segundo sencillo del segundo álbum de estudio de Emilia, .mp3 (2023).

## Antecedentes y lanzamiento
El 1 de mayo de 2023, Emilia publicó una foto misteriosa en sus redes sociales, insinuando que pronto se anunciaría una nueva canción. Un día después, y un día antes del lanzamiento de la canción, se publicó el anuncio oficial junto con una vista previa del video musical.
El video musical de la canción fue lanzado exclusivamente en Instagram Reels durante dos días antes de su lanzamiento en YouTube, siendo los primeros artistas en hacerlo. Horas después del lanzamiento, la canción alcanzó el número uno en la lista de canciones de iTunes en Brasil, siendo la primera canción de la cantante argentina en hacerlo.

## Composición
«No se ve» es una canción que mezcla el funk carioca con sonidos urbanos latinos y EDM. En la canción, Emilia mantiene el estilo y el sonido inspirado en la década de 2000 que ha tenido en «Jagger», «La Chain» y en su álbum debut, «¿Tú crees en mí?». Este mismo estilo se puede ver reflejado en el título del sencillo, «No_se_ve.mp3», que representa el formato de un archivo mp3.

## Presentaciones en vivo
Las cantantes interpretaron la canción en la inauguración de Billboard Latin Women in Music.[cita requerida]

## Reconocimiento
Fue considerada la 6a mejor canción latina del 2023 por Billboard
Ganó el premios los 40 Music Awards a la mejor colaboración latina

## Posicionamiento

### Semanales
| Listas (2023)                      | Mejor posición |
| ---------------------------------- | -------------- |
| Argentina Hot 100 (Billboard)      | 5              |
| Argentina (Monitor Latino)         | 10             |
| Brasil Airplay (Top 100 Brasil)    | 77             |
| Brasil Airplay (Pop Internacional) | 6              |
| Brasil Airplay (Top 10 Latino)     | 1              |
| Chile (Monitor Latino)             | 8              |
| Ecuador (Monitor Latino)           | 1              |
| España (PROMUSICAE)                | 13             |

### Mensuales
| Listas (2023) | Mejor posición |
| ------------- | -------------- |
| Uruguay (CUD) | 4              |

## Certificaciones
| País           | Organismo certificador | Certificación | Ventas certificadas | Ref.   |
| -------------- | ---------------------- | ------------- | ------------------- | ------ |
| Argentina      | CAPIF                  | 3× Platino    | 60 000              | [ 16 ] |
| Brasil         | PMB                    | Oro           | 20 000              | [ 17 ] |
| España         | PROMUSICAE             | 4× Platino    | 240 000             | [ 14 ] |
| Estados Unidos | RIAA                   | Oro           | 30 000              | [ 18 ] |